# Voice 3
為韓國OCN於2019年5月11日起播出的週末原創系列，由《隧道》、《愛上變身情人》南基勳導演與《Voice》、《Voice 2》馬珍媛作家合作打造。本劇時間點為第二季最後一個案件（英石洞夢想考試院恐怖襲擊事件），真兇方濟水設計引誘姜勸酒中心長進入的房間爆炸，而姜勸酒中心長生死未卜之後。本季描述死守犯罪現場的「112報案中心黃金時間隊」的成員們，與跨國犯罪組織「Dark Web」的幕後黑手展開較量，再次敲響網路犯罪的殘酷和黃金時間的重要性。
台灣於5月12日起每週日、一，由愛奇藝台灣站獨家播出。香港地區由5月11日起逢星期六、日深夜於Viu播出。

## 演員陣容

### 主要人物
| 演員   | 角色   | 介紹 |
| 李荷娜 | 姜勸酒 | 112報案中心主任，聽力很好。 本季是接續第二季末，因誤入真兇陷阱而受傷後，導致平常引以為傲的聽力開始有異常。一邊在國立奉山市復健醫院進行復健，一邊帶領112報案中心黃金時間組辦案。 |
| 李陣郁 | 都康宇 | 第二季112報案中心黃金時間組的機動隊長。成功找出殺害同事的真兇，但平時偶爾有昏迷症狀。                                                                                           |

### 112報案中心黃金時間組
| 演員   | 角色   | 介紹 |
| 孫恩書 | 朴恩秀 | 112報案中心黃金時間隊員，具備多國語言能力。                                                                              |
| 柳承穆 | 羅洪洙 | 豐山地檢科長。第二季被真兇以有亞馬遜蜘蛛毒液的瓶裝礦泉水毒暈，放在房間牆後面，經救治之後進醫院治療。                     |
| 金宇錫 | 陳書律 | 112報案中心黃金時間組新成員，負責資訊相關方面的成員。 但第二季在姜勸酒到達前書律已被真兇剪去手指。第三季已進行手術縫回。 |
| 金基南 | 梁春炳 | 豐山地檢警員。第二季由豐山廳長指派加入112報案中心黃金時間組，協助黃金時間組能快速了解豐山市地形與交通等。                |
| 金仲基 | 朴重基 | 112報案中心黃金時間隊員（刑警）。                                                                                        |
| 宋寶劍 | 具光洙 | 112報案中心黃金時間隊員（刑警）。                                                                                        |

### 案件相關人物

#### 第三個黃金時間（都強優（都康宇）組長綁架事件&大阪溫泉旅館殺人事件）
| 演員   | 角色                  | 介紹 |
| 楊藝勝 | 金木由紀子            | 日本知名畫家，金木正幸的妻子，同時也是議員之女，在倉庫中被虐殺。 由於「醫生法布爾的昆蟲世界」內的成員盜用其畫，與都強優相約見面，而被捲入事件。                                              |
| 任秉基 | 慎尾昭一              | 金木由紀子的父親，現為日本議員，由於握有真兇殺人證據遭綁架後被救出，生死不明。 |
| 鄭伊瑞 | 權世英                | 韓國女高中生，能以日語溝通；陳書律的表妹，被旅館詐騙app引誘至日本大阪竹水碓溫泉旅館。 |
| 金周靈 |                       | 世英的媽媽，同時也是112報案中心黃金時間組陳書律的阿姨。 |
| 鄭基燮 | 鈴木建一 （孝弘賢一） | 日籍韓裔，過去有許多家暴紀錄。數年前以妻子和女兒的保險金，收購森之家溫泉旅館，並改名為竹水碓溫泉旅館。有服用抑制妄想症藥物的紀錄，以廉價住宿費來引誘他人住宿，並在地下室中虐殺，為本案殺手。 |

#### 皮諾丘之歌
| 演員   | 角色   | 介紹 |
| 咸成民 | 表賢秀 | 19歲中學生，「海馬爸爸稀有病之家」的院童，患有重度亞斯伯格症。因故懸掛在黃龍大廈煤氣管道上，背後有被砍受傷痕跡，最終平安獲救。 |
| 劉智妍 | 表恩美 | 表賢秀的媽媽，平常愛酗酒，雖然將兒子表賢秀送往「海馬爸爸稀有病之家」領取補助津貼，但心中還是很愛兒子。                         |
| 金勝旭 | 宋秀哲 | 「海馬爸爸稀有病之家」的院長，也是實際傷害賢秀的真兇。 有詐騙及貪汙前科，並冒稱自己是牧師。                                    |
|        | 韓星   | 患有肌肉萎縮僵硬病，數日前才被宣告死亡。 實際上是被宋秀哲與延美晶聯手謀害。                                                    |
| 卓特仁 | 吳仁均 | 23歲，「海馬爸爸稀有病之家」的義工，幫助院長做壞事。                                                                           |
| 金智星 | 延美晶 | 「恩惠動物醫院」的院長，宋秀哲的情人，同時也是共犯之一。                                                                       |

#### 血腥的秘密（試圖殺害具光洙刑警案件）
| 演員        | 角色         | 介紹 |
| Carsonallen | Tina Hidrope | 具光洙的外籍女友，與具光洙交往滿一年且謊稱有身孕，預計近期內結婚。職業為外籍移居女子中心跳蚤市場拍賣會的主持。過去曾控告前夫的哥哥對自己強暴，但卻被反訴而目前逃亡中。後來被具光洙親自逮捕。 |
|             | 鄭勝泰       | 東埔大安學校的老師；後來離職後在夜店非法賣藥。 |
|             | 羅敬勳       | 外籍移居女子中心的總務。 |
| 朴明申      | 千允美       | 移居女性中心所長。 |
| 김야니      | Pertiwi      | 印尼籍並擁有印尼頂尖大學學位，在外籍移居女子中心戴面具並以吹箭攻擊所有人。 調查發現，她曾被印尼的老闆強暴而懷孕，被轉介至外籍移居女子中心，但其所生下的孩子卻被所長蓄意搶走並賣掉。          |

#### 通往地獄的加速器
| 演員   | 角色   | 介紹 |
| 韓基中 | 吳弼秀 | 成正集團會長。曾以假名資助束浦實驗學校。 |
| 崔承允 | 吳鎮植 | 成正集團吳弼秀會長的兒子。 先前有對司機施暴及多次酒駕的紀錄，同時也有躁鬱症與憤怒調節障礙的診斷。平時有嗑藥吸毒等非法行為，因為吸毒過量死亡。 |
| 崔弘日 | 黃頭息 | 殺害吳鎮植的兇手。 |
|        | 黃慧成 | 黃頭息的兒子，被吳弼秀會長酒駕而撞死的人。 |
| 禹尚全 | 林贊熙 | 63歲，已退休初中老師。 因勸架而遭吳鎮植惡意逼車，進而引發心臟病發作。                                                                         |
| 朴勝泰 | 孫淑子 | 林贊熙的妻子。與林贊熙同車出門。 |
|        | 佐佐木 | 藤山光一的部下。 |
|        | 蔡唯利 | 吳鎮植喜歡的年輕女性，被吳鎮植強灌毒品並強姦，本來是想要再次回到夜店殺害吳鎮植，但竟被他人搶先一步殺害。                                      |
|        | 金斗錫 | 被吳鎮植打到傷殘的男性。目前生活於美國。 |
|        | 閔智宥 | 金斗錫的律師，先前曾被吳鎮植陷害而發生交通事故。目前生活於濟州島。                                                                            |
|        | 崔斗哲 | 亞洲之夢財團理事長，暗網網站會員之一。 |

#### 你的生活還好嗎？（冒名手術案）
| 演員   | 角色   | 介紹 |
| 白齊基 | 秋東九 | 曾因恐嚇、詐騙、暴力等犯罪而被羅洪洙科長先後三次抓入監獄的罪犯，後來改過自新在小區的洗車場工作。最近因要結婚，而邀請羅科長參與婚禮。但被查出近幾個月來有毆妻嫌疑。                               |
| 趙恩宥 | 孔世美 | 秋東九的未婚妻，前往燕山洞黃醫師診所進行臉頰和脖子的燒傷後處理手術，卻憑空消失。父親因欠債而正在監獄中服刑。                                                                                     |
| 金勇熙 | 黃祖炳 | 燕山洞黃醫師診所的院長兼醫生，專長是整形美容、矯正醫學、皮膚科、燒傷等相關領域。 |
| 李妍杜 | 百敏熙 | 燕山洞黃醫師診所的護士。有偷竊麻醉中病患物品的癖好。 |
| 白浩勤 | 盧九烈 | 因家境貧困而只能從韓國醫學系輟學，機械能力很強，在美善醫療器械公司上班，但被排擠且妻子又被醫生搶走，後來受邀當無牌醫師。但患有鏡像自我症候群，假裝自己是燕山洞黃醫師診所的院長，對患者進行手術。 |

#### 世界的秘密
| 演員   | 角色     | 介紹 |
| 尹頌雅 | 五島直美 | 金木教授的秘書，光畫廊員工，負責管理金木由紀子的畫作。某日發現畫作中有針孔攝影機，而告知金木教授。受金木教授的命令，將畫作送至奉山大學展覽廳，但卻在準備室被全昌秀殺害。 |

#### 112報案中心黃金時間組的危機
| 演員   | 角色   | 介紹 |
| 太恆浩 | 全昌秀 | 韓國在日僑胞，曾經是特警隊的菁英警察，反間諜活動時發現企業家們的歪風，但因疑似收受賄絡而離職。 支持金木，在奉山大學殺了直美，並殺害羅洪洙科長。 |

#### 共犯們的都市
| 演員   | 角色     | 介紹 |
| 明桂南 | 藤山三郎 |      |
| 金道惠 | 藤山美穗 |      |
| 金惠娜 |          |      |

### 其他
| 演員   | 角色   | 介紹                                 | 出演集數 |
| 金益泰 | 成博士 | 姜勸酒請其來分析都康宇之精神狀況。   |          |
| 鄭太也 | 趙英春 | 大阪領事館領事。                     |          |
| 姜愛心 |        | 醫療器材行老闆，提供都強宇治療藥物。 |          |
| 劉一漢 |        | 夜店工作人員。                       |          |

### 特別出演
| 演員   | 角色                | 介紹 | 出演集數 |
| 朴東河 | 阪上良治            | 日本警視廳刑事部警視正。 | 1-2      |
| 金振燁 | 韓初瓏              | 首爾網路搜查要員，階級為警長，目前在英國麗伯特大學攻讀學位中，因協助處理案件而被警察本廳召回幫忙。 朴恩秀就讀警察學校時期的同期同學。 | 7-9      |
| 鄭太亞 | 趙英春              | 韓國駐日本大阪領事館領事。 | 1-3      |
| 安世河 | 郭獨基              | 代號「螳螂」。 第二季角色。有詐欺前科的情報員，都強優辦案時的搭檔，開車技術很好。以護理員身分隱藏於療養院，被「鋼絲旬」殺害。 | 3        |
| 李正信 | 李在熙              | 代號「蟋蟀」。 第二季角色。有嚴重憤怒調節障礙的奉山商場社長，本季由方濟水收到的線報，得知其在美國的交通肇事逃逸事故中身亡。 | 3        |
| 權律   | 方濟水 台譯：方濟守 | 代號「採蔘人」。 第二季幕後真兇。本季被關在監獄中；但後來假借自殺，必須緊急送醫而逃獄成功。但後來被「鋼絲旬」所攻擊而跳河但並未身亡，於16集出現。 曾經就讀過東埔大安學校。 | 3-5、16  |
| 李敏雄 | 高秀英              | 代號「埋葬蟲」 方濟水的律師，被「鋼絲旬」殺害。 | 3、5-7   |
| 李龍宇 | 藤山光一            | 代號「鋼絲旬」。 工藤甲斐日本黑社會中間老闆，喜好用鋼絲切斷人體。目前潛伏在韓國國內，在「老師」指示下懲罰曝光「醫生法布爾的昆蟲世界」暗網的人，最後因為曝露身份被「老師」殺害。 藤山美穗的親哥哥。 | 3-10     |
| 朴秉恩 | 金木正幸 （禹种祐） | 代號「老師」。 本季幕後真兇。都強優的哥哥，金木由紀子的老公。目前為日本的大學教授，為國際知名人權運動家，最近恰好來丰山大學交換講座。 為真正於小時候殺害藤山美穗的兇手，少年時期開始殺人的反社會人格障礙者。有事或興奮時就有開關打火機的習慣，「醫生法布爾的昆蟲世界」暗網的幕後首腦。曾經與東埔大安學校教導主任接觸；過去為在日韓國人，因此能說流利的韓文。 | 6-16     |
| 許城泰 |                     | 毒品交易商。 |          |
| 李泰利 |                     | 經紀人託莫茲。 |          |

## 原聲帶
- Part.1（發行日期：2019年5月11日）

| 曲序 | 曲目           | 演唱   | 时长 |
| ---- | -------------- | ------ | ---- |
| 1.   | Voice          | Diablo | 3:51 |
| 2.   | Voice（Inst.） |        | 3:51 |

- Part.2（發行日期：2019年5月18日）

| 曲序 | 曲目           | 演唱 | 时长 |
| ---- | -------------- | ---- | ---- |
| 1.   | Voice          | 佳恩 | 3:37 |
| 2.   | Voice（Inst.） |      | 3:37 |

- Part.3（發行日期：2019年5月25日）

| 曲序 | 曲目                    | 演唱 | 时长 |
| ---- | ----------------------- | ---- | ---- |
| 1.   | Open Your eyes          | BLOO | 2:30 |
| 2.   | Open Your eyes（Inst.） |      | 2:30 |

- Part.4（發行日期：2019年6月1日）

| 曲序 | 曲目                | 演唱      | 时长 |
| ---- | ------------------- | --------- | ---- |
| 1.   | In My Head          | Mad Clown | 3:15 |
| 2.   | In My Head（Inst.） |           | 3:15 |

- Part.5（發行日期：2019年6月8日）

| 曲序 | 曲目                           | 演唱                             | 时长 |
| ---- | ------------------------------ | -------------------------------- | ---- |
| 1.   | WMB（Where's My Boy）          | unofficialboyy、Bully Da Ba$tard | 4:10 |
| 2.   | WMB（Where's My Boy）（Inst.） |                                  | 4:10 |

- Part.6（發行日期：2019年6月22日）

| 曲序 | 曲目                           | 演唱   | 时长 |
| ---- | ------------------------------ | ------ | ---- |
| 1.   | 숨（feat. Young Kay）          | 박수진 | 3:21 |
| 2.   | 숨（feat. Young Kay）（Inst.） |        | 3:21 |

## 收視率
| 集數       | 播出日期   | AGB收視率        | AGB收視率      |
| 集數       | 播出日期   | 大韓民國（全國） | 首爾（首都圈） |
| ---------- | ---------- | ---------------- | -------------- |
| 1          | 2019/05/11 | 3.174%           | 4.161%         |
| 2          | 2019/05/12 | 4.979%           | 6.000%         |
| 3          | 2019/05/18 | 3.762%           | 4.656%         |
| 4          | 2019/05/19 | 4.477%           | 5.835%         |
| 5          | 2019/05/25 | 3.501%           | 4.510%         |
| 6          | 2019/05/26 | 5.357%           | 6.529%         |
| 7          | 2019/06/01 | 3.862%           | 5.357%         |
| 8          | 2019/06/02 | 4.370%           | 5.574%         |
| 9          | 2019/06/08 | 3.972%           | 5.149%         |
| 10         | 2019/06/09 | 4.441%           | 5.615%         |
| 11         | 2019/06/15 | 3.445%           | 4.643%         |
| 12         | 2019/06/16 | 4.477%           | 5.863%         |
| 13         | 2019/06/22 | 3.885%           | 5.392%         |
| 14         | 2019/06/23 | 4.808%           | 5.970%         |
| 15         | 2019/06/29 | 4.054%           | 5.509%         |
| 16         | 2019/06/30 | 5.517%           | 6.366%         |
| 平均收視率 | 平均收視率 | 4.255%           | 5.446%         |

- 收視最低的集數以藍色表示，收視最高的集數以紅色表示，而空格則表示該集的收視沒有相關數據。

## 記事
- 製作公司與OCN電視台於2018年9月10日確定製作第三季，故第二季從原本規劃的16集，縮短為12集[8]。

### 引見
1. ↑  . asiatoday. 2018-09-17  [2018-09-17]. （原始内容存档于2018-09-17） （韩语）.
2. ↑  Yuan. . 韓星網. 2019-01-15  [2019-04-28]. （原始内容存档于2022-04-17） （中文（繁體））.
3. ↑  JiaJia. . 韓星網. 2019-03-15  [2019-04-28]. （原始内容存档于2021-05-14） （中文（繁體））.
4. ↑  JiaJia. . 韓星網. 2019-03-23  [2019-04-28]. （原始内容存档于2021-05-14） （中文（繁體））.
5. ↑  Jessica. . Kpopn. 2019-04-20  [2019-05-02]. （原始内容存档于2019-05-02） （中文（繁體））.
6. ↑  Yuan. . 韓星網. 2019-04-23  [2019-04-28]. （原始内容存档于2021-05-08） （中文（繁體））.
7. ↑   [每日收視數據表] (AGB).   [2018-09-11]. （原始内容存档于2016-06-01） （韩语）.
8. ↑  . JTBC News. 2018-09-10  [2018-09-11]. （原始内容存档于2018-09-11） （韩语）.

## 外部連結
- 韓國OCN官方網站 （页面存档备份，存于）
- 台灣八大官方網站 （页面存档备份，存于）（繁體中文）
- NAVER上《Voice 3》的資料
- Daum上《Voice 3》的資料

| OCN Original Series                      | OCN Original Series                      | OCN Original Series |
| ---------------------------------------- | ---------------------------------------- | ------------------- |
|                                          | Voice 3 （2019年5月11日－2019年6月30日） |                     |
| Kill It （2019年3月23日－2019年4月28日） | Watcher （2019年7月6日－2019年8月25日）  |                     |

| 印度尼西亞 tvN Asia 星期日、一 20:50 - 22:05 | 印度尼西亞 tvN Asia 星期日、一 20:50 - 22:05 | 印度尼西亞 tvN Asia 星期日、一 20:50 - 22:05 |
| -------------------------------------------- | -------------------------------------------- | -------------------------------------------- |
|                                              | 聲音3 （2019年5月12日－2019年7月1日）        |                                              |
| 全新戏剧时段                                 | —                                            |                                              |

| 臺灣 八大綜合台 星期六 22:30 - 00:00     | 臺灣 八大綜合台 星期六 22:30 - 00:00       | 臺灣 八大綜合台 星期六 22:30 - 00:00 |
| ---------------------------------------- | ------------------------------------------ | ------------------------------------ |
|                                          | Voice 3 （2021年4月10日－2021年7月24日）   |                                      |
| 壞傢伙們 （2021年1月16日－2021年4月3日） | 如實陳述 （2021年7月31日－2021年11月13日） |                                      |